# Ильина, Екатерина Фёдоровна
Екатери́на Фёдоровна Ильина́ (род. 7 марта 1991, Тольятти, СССР) — российская гандболистка, олимпийская чемпионка 2016 года, чемпионка мира среди юниоров. Заслуженный мастер спорта.

## Биография

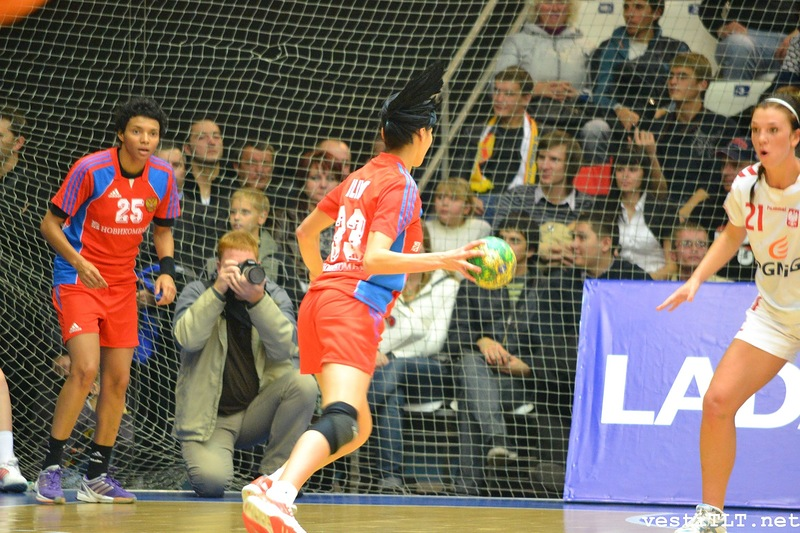
Екатерина Ильина в атаке

С восьми лет занимается гандболом, первым тренером был Дмитрий Владимирович Савинов, воспитанница тольяттинской ДЮСШ № 2 «Гандбол». В сезоне 2007/2008 года выступала за команду высшего дивизиона чемпионата России «Лада-3», по ходу сезона ряд матчей провела за команду суперлиги «Лада-2». Играет на позиции левого полусреднего и разыгрывающего.
В июле 2008 года вместе со сборной России принимала участие в юниорском (девушки 1990 года и моложе) чемпионате мира в Братиславе, где сыграла в четырёх матчей из семи, проведённых командой и завоевала золотые медали.
С февраля по май 2009 года играла за основной состав «Лады», с июля 2009 по май 2013 — игрок «Кубани» (Краснодар), после чего вернулась в «Ладу», где стала обладательницей кубка ЕГФ. С 2014 по 2018 годы выступала за клуб «Ростов-Дон».
С февраля по май 2009 г. «Лада» (Тольятти). С июля 2009 г. по май 2013 г. — «Кубань» (Краснодар). Чемпионка мира среди юниорок 2008 года в Словакии. Бронзовый призёр молодежного чемпионата Европы 2009 года в Венгрии. Серебряный призёр молодежного чемпионата мира 2010 года в Корее. Серебряный призёр чемпионата России, бронзовый призёр Кубка России и победительница Кубка ЕГФ 2014 года в составе «Лады».
На Олимпийских играх 2016 года в полуфинале против сборной Норвегии на последней минуте дополнительного времени забросила победный мяч в ворота Катрин Лунде, реализовав семиметровый.
3 июня 2018 года в Астрахани после отборочного матча чемпионата Европы Россия — Австрия сделала заявление о приостановке карьеры из-за травм.
В октябре 2019 года заявила о возвращении в гандбол, подписав контракт с ЦСКА. 17 октября 2019 года провела первый матч за ЦСКА против «Уфы-Алисы» в Уфе и забросила 5 мячей за 30 минут на площадке.

## Достижения
- Олимпийская чемпионка 2016;
- Чемпион мира среди юниоров 2008;
- Чемпионка России: 2015, 2017, 2018, 2021, 2023, 2025;
- Обладатель Суперкубка России: 2015, 2017, 2022, 2023, 2024;
- Серебряный призёр чемпионата мира среди молодёжи 2010;
- Серебряный призёр чемпионата России: 2014, 2022;
- Победительница Кубка России: 2022, 2023, 2024;
- Бронзовый призёр Кубка России;
- Обладательница Кубка ЕГФ 2014, 2017;
- Самый ценный игрок Чемпионата России: 2020/21

## Награды
- Орден Дружбы (25 августа 2016 года) — за высокие спортивные достижения на Играх XXXI Олимпиады 2016 года в городе Рио-де-Жанейро (Бразилия), проявленные волю к победе и целеустремлённость[7].
- Медаль ордена «За заслуги перед Отечеством» I степени (11 августа 2021 года) — за большой вклад в развитие отечественного спорта, высокие спортивные достижения, волю к победе, стойкость и целеустремлённость, проявленные на Играх XXXII Олимпиады 2020 года в городе Токио (Япония)[8].

## Ссылка
- Состав команды Лада-3
- Словацкое золото в Тольятти
- Спортивное обозрение (недоступная ссылка)
- Игорь Рабинер. Екатерина Ильина: "Трефилова не боимся!". Спорт-Экспресс (26 августа 2016). Дата обращения: 11 октября 2024.